# 史雄
史雄（?—?），字世武，建康郡表氏县（今甘肃省张掖市高台县）人，史宁长子，北周官员。
史雄为人勇敢，膂力过人。弓马娴熟，善於兵法。十四岁时，史雄和父亲史宁在牵屯山奉迎宇文泰。随宇文泰打猎时，箭无虚发。宇文泰把女儿嫁给他。历任使持节、骠骑大将军、开府仪同三司，累迁驾部中大夫、大驭中大夫。史雄和柱国、枹罕公辛威镇守金城时去世，时年二十四岁。

## 其他
史雄是一名佛教徒，曾修建安政寺，为祖父和父亲祈福。